# Maciej Pikulski
Maciej Pikulski est un pianiste classique né en Pologne à Cracovie le 22 janvier 1969. Il étudie en France et devient soliste international au répertoire romantique et accompagnateur réputé. Il est également enseignant en Espagne.
Il s'est déjà produit en concert sur les 5 continents, dans plus de 300 salles de concert .

## Carrière

### Formation
Maciej Pikulski fait ses études musicales en France au Conservatoire national supérieur de musique de Paris ou il obtient un premier prix de piano à l'unanimité, un premier prix de musique de chambre et le prix de l'accompagnement vocal.
Il devient également lauréat de la fondation France Télécom « Découvertes ».
Maciej Pikulski a pour maître Dominique Merlet et se perfectionne auprès du pianiste anglais Clive Britton (élève de Claudio Arrau). Il se forme aussi avec d'autres grands pianistes : Dmitri Bachkirov, Jacques Rouvier, Pascal Devoyon, Marie-Françoise Bucquet ou Georges Pludermacher.

### Soliste
Il se produit un peu partout dans le monde et en France on l'entend régulièrement sur les ondes de France Musique, au Festival Chopin à Paris, au Liszt en Provence, au musée d'Orsay, au Midem, aux Invalides ou Salle Pleyel.
Maciej Pikulski a été choisi pour interpréter le répertoire de Chopin lors de la Reconstitution du Dernier Concert de Frédéric Chopin à Paris organisé par la Société Chopin à Paris le 21 décembre 2004,,.

### Accompagnateur
Maciej Pikulski est depuis 1993 le pianiste exclusif du chanteur d'opéra belge José van Dam qu'il accompagne en récital, et à l'occasion de trois enregistrements discographiques.
Il accompagne aussi régulièrement Felicity Lott,, Renée Fleming, Natalie Dessay , Thomas Hampson , Diana Damrau ,  Udo Reinemann, Laurent Naouri, Maria Bayo, Luca Pisaroni, Mireille Delunsch, Nicolas Testé, Patricia Petibon , Véronique Gens, François Le Roux et Nelly Miricioiu.

### Musicien de chambre
En tant que musicien de chambre il accompagne de grands solistes français comme Gérard Caussé, Alain Marion, Régis Pasquier, Laurent Korcia, Marc Coppey, Dominique de Williencourt, Henri Demarquette, Olivier Charlier, Philippe Aïche, le Quatuor Arpeggione ou le violoncelliste Raphaël Chrétien avec lequel il a réalisé plusieurs enregistrements.

### Enseignant
Maciej Pikulski a donné des classes de maître en Chine (Shanghai), au Conservatoire national supérieur de musique et de danse de Paris, au Conservatoire d'Amsterdam, d’Anvers, de Bruxelles, de São Paulo, de Montpellier, à Strasbourg et à La Réunion . Il enseigne au Centre supérieur de musique du Pays basque Musikene de Saint-Sébastien,.

## Critique
La presse apprécie sa « sensibilité poétique » (Globe and Mail, Toronto), sa « technique puissante » (New York Times) en le qualifiant de « magnifique musicien » (Le Figaro) et de « grand pianiste » (Corriere della Sera).
En tant qu'accompagnateur il est «probe, discret, et tout à fait efficace, qui sait doser son instrument, en rendre toutes les nuances et user de la pédale avec modération » et avec Jose Van Dam il « épouse les volontés du chanteur, en perpétuelle osmose » et « la dernière mélodie permet de découvrir le réel talent de l'accompagnateur, Schumann ayant conclu ses Dichterliebe par une courte pièce (où le) pianiste brille de tous ses feux. » ou encore « Maciej Pikulski's playing was superlative throughout: highly refined, light and poetic in sound and sensation, a delicate yet thoroughly decisive and dependable support for the singer » tandis que Félicity Lott dit de lui « C’est un pianiste très doué mais aussi un accompagnateur très à l’écoute, très sensible et qui fait tout ce qu’il peut pour que je me sente à l’aise. Et puis c’est un bel homme... ce qui ne gâche rien »
Distinction :
Le 12 mai 2021, il est nommé au grade de chevalier de l'ordre des Arts et des Lettres. 

## Discographie
- 2004 : Schubert et Liszt - Lieder et transcriptions - Maciej Pikulski, piano ; Elodie Méchain, mezzo-soprano ; Lionel Peintre, baryton, Zig-Zag Territoires ;
- 2002 : José Van Dam et la mélodie française - Fauré, Duparc, Ropartz... - José Van Dam, baryton ; Maciej Pikulski, piano. Forlane ;
- 2000 : Duparc et Ropartz - Sonates pour violoncelle et piano - Raphaël Chrétien, violoncelle ; Maciej Pikulski, piano, Daphénéo ;
- 1999 : Jean Huré - Les trois sonates pour violoncelle et piano - Raphaël Chrétien, violoncelle ; Maciej Pikulski, piano, Daphénéo ;
- 1998 : Duparc - Mélodies - José Van Dam, baryton ; Maciej Pikulski, piano, Forlane ;
- 1998 : Brahms et Wolf - Lieder -  José Van Dam, baryton ; Maciej Pikulski, piano, Forlane[18],[19].

## Vidéographie
- 2005 : José Van Dam et Maciej Pikulski en répétition à bord du Vaisseau Fantôme[20]. Retransmis sur Mezzo classic jazz TV depuis le 24 novembre 2008[21], L'AUTRE Film distribution;
- 2005 : José Van Dam et Maciej Pikulski en concert à bord du Vaisseau Fantôme[22]. Retransmis sur Mezzo classic jazz TV depuis le 24 novembre 2008[21], L'AUTRE Film distribution;
- 2008 : Café de la Musique : Maciej Pikulski[23], retransmis sur TNA-TV depuis juillet 2008, L'AUTRE Film distribution;
- 2008 : Felicity Lott et Maciej Pikulski aux Automnales du Château de Compiègne, Debussy[24], Offenbach[25], retransmis sur Mezzo classic jazz TV depuis le 20 février 2009[26], L'AUTRE Film distribution;